# 费尔南·吉尤
费尔南·吉尤（法語：Fernand Guillou，1926年1月16日—2009年10月），生于卢瓦河畔蒙图瓦尔，法国男子篮球运动员，曾代表法国参加1948年夏季奥运会男子篮球比赛，并获得银牌。